# ITF Women's Circuit 2002
L'ITF Women's Circuit 2002 è stata una serie di tornei gestita dall'organo internazionale del tennis, l'ITF. Lo scopo di questi tornei è quello di permettere, in particolare alle giovani tenniste, di migliorare la loro classifica per giocare in tornei più importanti. L'ITF Women's Circuit comprende tornei che hanno montepremi che vanno dai 10 000 ai 100 000 dollari.

## Gennaio
| Settimana  | Torneo                                                                                   | Vincitrice                              | Finalista                        | Semifinaliste                    | Quarti di finale                                                 |
| ---------- | ---------------------------------------------------------------------------------------- | --------------------------------------- | -------------------------------- | -------------------------------- | ---------------------------------------------------------------- |
| 7 gennaio  | ITF Women's Circuit Tallahassee 2002 Tallahassee, USA Cemento $10 000 Singolare - Doppio | Petra Rampre 4-6, 6-3, 6-4              | Andrea Nathan                    | Alyssa Cohen Jessica Lehnhoff    | Lolita Frangulyan Jacqueline Trail Marija Kirilenko Vanessa Webb |
| 7 gennaio  | ITF Women's Circuit Tallahassee 2002 Tallahassee, USA Cemento $10 000 Singolare - Doppio | Jessica Lehnhoff Vanessa Webb 6-4, 6-3  | Ivana Abramović Jacqueline Trail | Alyssa Cohen Jessica Lehnhoff    | Lolita Frangulyan Jacqueline Trail Marija Kirilenko Vanessa Webb |
| 14 gennaio | ITF Women's Circuit Gainesville 2002 Gainesville, USA Cemento $10 000 Singolare - Doppio | Vanessa Webb 6-4, 6-0                   | Tiffany Dabek                    | Ivana Abramović Oksana Karyškova | Melinda Czink Lindsay Lee-Waters Whitney Benik Elizabeth Schmidt |
| 14 gennaio | ITF Women's Circuit Gainesville 2002 Gainesville, USA Cemento $10 000 Singolare - Doppio | Petra Rampre Vanessa Webb 6-3, 5-7, 6-4 | Beau Jones Anžela Žguna          | Ivana Abramović Oksana Karyškova | Melinda Czink Lindsay Lee-Waters Whitney Benik Elizabeth Schmidt |
| 21 gennaio | Swedbank Ladies 2002 Båstad, Svezia Cemento $10,000                                      |                                         |                                  |                                  |                                                                  |
| 21 gennaio | Swedbank Ladies 2002 Båstad, Svezia Cemento $10,000                                      |                                         |                                  |                                  |                                                                  |
| 21 gennaio | ITF Women's Circuit Fullerton 2002 Fullerton, USA Cemento $50,000                        |                                         |                                  |                                  |                                                                  |
| 21 gennaio | ITF Women's Circuit Fullerton 2002 Fullerton, USA Cemento $50,000                        |                                         |                                  |                                  |                                                                  |
| 21 gennaio | ITF Women's Circuit Miami 2002 Miami, USA Cemento $10,000                                |                                         |                                  |                                  |                                                                  |
| 21 gennaio | ITF Women's Circuit Miami 2002 Miami, USA Cemento $10,000                                |                                         |                                  |                                  |                                                                  |
| 21 gennaio | ITF Women's Circuit Courmayeur 2002 Courmayeur, Italia Cemento $10,000                   |                                         |                                  |                                  |                                                                  |
| 21 gennaio | ITF Women's Circuit Courmayeur 2002 Courmayeur, Italia Cemento $10,000                   |                                         |                                  |                                  |                                                                  |
| 21 gennaio | Open GDF Suez De L'Isere 2002 Grenoble, Francia Cemento $10,000                          |                                         |                                  |                                  |                                                                  |
| 21 gennaio | Open GDF Suez De L'Isere 2002 Grenoble, Francia Cemento $10,000                          |                                         |                                  |                                  |                                                                  |
| 21 gennaio | ITF Women's Circuit Hull 2002 Kingston upon Hull, Gran Bretagna Cemento $10,000          |                                         |                                  |                                  |                                                                  |
| 21 gennaio | ITF Women's Circuit Hull 2002 Kingston upon Hull, Gran Bretagna Cemento $10,000          |                                         |                                  |                                  |                                                                  |
| 28 gennaio | Open GDF Suez de Belfort 2002 Belfort, Francia Cemento $10,000                           |                                         |                                  |                                  |                                                                  |
| 28 gennaio | Open GDF Suez de Belfort 2002 Belfort, Francia Cemento $10,000                           |                                         |                                  |                                  |                                                                  |
| 28 gennaio | AEGON Pro Series Tipton 2002 Tipton, Gran Bretagna Cemento $10,000                       |                                         |                                  |                                  |                                                                  |
| 28 gennaio | AEGON Pro Series Tipton 2002 Tipton, Gran Bretagna Cemento $10,000                       |                                         |                                  |                                  |                                                                  |
| 28 gennaio | ITF Women's Circuit Rockford 2002 Rockford, USA Cemento $25,000                          |                                         |                                  |                                  |                                                                  |
| 28 gennaio | ITF Women's Circuit Rockford 2002 Rockford, USA Cemento $25,000                          |                                         |                                  |                                  |                                                                  |
| 28 gennaio | ITF Women's Circuit Wellington 2002 Wellington, Nuova Zelanda Cemento $10,000            |                                         |                                  |                                  |                                                                  |
| 28 gennaio | ITF Women's Circuit Wellington 2002 Wellington, Nuova Zelanda Cemento $10,000            |                                         |                                  |                                  |                                                                  |
| 28 gennaio | Messico Circuit 2002 ?, Messico Cemento $40,000                                          |                                         |                                  |                                  |                                                                  |
| 28 gennaio | Messico Circuit 2002 ?, Messico Cemento $40,000                                          |                                         |                                  |                                  |                                                                  |
| 28 gennaio | Trofeo Ca'n Simo 2002 Maiorca, Spagna Terra rossa $10,000                                |                                         |                                  |                                  |                                                                  |
| 28 gennaio | Trofeo Ca'n Simo 2002 Maiorca, Spagna Terra rossa $10,000                                |                                         |                                  |                                  |                                                                  |
| 28 gennaio | Internazionali Tennis Val Gardena Südtirol 2002 Ortisei, Italia Sintetico $50,000        |                                         |                                  |                                  |                                                                  |
| 28 gennaio | Internazionali Tennis Val Gardena Südtirol 2002 Ortisei, Italia Sintetico $50,000        |                                         |                                  |                                  |                                                                  |

## Febbraio
| Settimana   | Torneo                                                                                      | Vincitrice | Finalista | Semifinaliste | Quarti di finale |
| ----------- | ------------------------------------------------------------------------------------------- | ---------- | --------- | ------------- | ---------------- |
| 4 febbraio  | Dow Corning Tennis Classic 2002 Midland, USA Cemento $75,000                                |            |           |               |                  |
| 4 febbraio  | Dow Corning Tennis Classic 2002 Midland, USA Cemento $75,000                                |            |           |               |                  |
| 4 febbraio  | AEGON Pro Series Redbridge 2002 Redbridge, Gran Bretagna Cemento $25,000                    |            |           |               |                  |
| 4 febbraio  | AEGON Pro Series Redbridge 2002 Redbridge, Gran Bretagna Cemento $25,000                    |            |           |               |                  |
| 4 febbraio  | Trofeo Ca'n Simo 2002 Maiorca, Spagna Terra rossa $10,000                                   |            |           |               |                  |
| 4 febbraio  | Trofeo Ca'n Simo 2002 Maiorca, Spagna Terra rossa $10,000                                   |            |           |               |                  |
| 4 febbraio  | Trofeo Città di Lecce 2002 Lecce, Italia Terra rossa $10,000                                |            |           |               |                  |
| 4 febbraio  | Trofeo Città di Lecce 2002 Lecce, Italia Terra rossa $10,000                                |            |           |               |                  |
| 4 febbraio  | Faro Ladies Open 2002 Faro, Portogallo Cemento $10,000                                      |            |           |               |                  |
| 4 febbraio  | Faro Ladies Open 2002 Faro, Portogallo Cemento $10,000                                      |            |           |               |                  |
| 11 febbraio | Vilamoura Ladies Open 2002 Vilamoura, Portogallo Cemento $10,000                            |            |           |               |                  |
| 11 febbraio | Vilamoura Ladies Open 2002 Vilamoura, Portogallo Cemento $10,000                            |            |           |               |                  |
| 11 febbraio | AEGON Pro Series Sutton 2002 Sutton, Gran Bretagna Cemento $25,000                          |            |           |               |                  |
| 11 febbraio | AEGON Pro Series Sutton 2002 Sutton, Gran Bretagna Cemento $25,000                          |            |           |               |                  |
| 11 febbraio | Città di Bergamo 2002 Bergamo, Italia Cemento $10,000                                       |            |           |               |                  |
| 11 febbraio | Città di Bergamo 2002 Bergamo, Italia Cemento $10,000                                       |            |           |               |                  |
| 11 febbraio | Lithuanian Independence Tournament 2002 Kaunas, Lituania Cemento $10,000                    |            |           |               |                  |
| 11 febbraio | Lithuanian Independence Tournament 2002 Kaunas, Lituania Cemento $10,000                    |            |           |               |                  |
| 18 febbraio | Ciudad de Las Palmas 2002 Las Palmas de Gran Canaria, Spagna Terra rossa $10,000            |            |           |               |                  |
| 18 febbraio | Ciudad de Las Palmas 2002 Las Palmas de Gran Canaria, Spagna Terra rossa $10,000            |            |           |               |                  |
| 18 febbraio | Vale do Lobo Ladies Open 2002 Vale do Lobo, Portogallo Cemento $10,000                      |            |           |               |                  |
| 18 febbraio | Vale do Lobo Ladies Open 2002 Vale do Lobo, Portogallo Cemento $10,000                      |            |           |               |                  |
| 18 febbraio | ITF Women's Circuit Mumbai 2002 Mumbai, India Cemento $10,000                               |            |           |               |                  |
| 18 febbraio | ITF Women's Circuit Mumbai 2002 Mumbai, India Cemento $10,000                               |            |           |               |                  |
| 18 febbraio | ITF Women's Circuit Columbus 2002 Columbus, USA Cemento $25,000                             |            |           |               |                  |
| 18 febbraio | ITF Women's Circuit Columbus 2002 Columbus, USA Cemento $25,000                             |            |           |               |                  |
| 18 febbraio | Ted-Firatpen Ladies Open 2002 Istanbul, Turchia Cemento $10,000                             |            |           |               |                  |
| 18 febbraio | Ted-Firatpen Ladies Open 2002 Istanbul, Turchia Cemento $10,000                             |            |           |               |                  |
| 25 febbraio | ITF Women's Circuit Minneapolis 2002 Minneapolis, USA Cemento $50,000                       |            |           |               |                  |
| 25 febbraio | ITF Women's Circuit Minneapolis 2002 Minneapolis, USA Cemento $50,000                       |            |           |               |                  |
| 25 febbraio | ITF Women's Circuit New Delhi 2002 Nuova Delhi, India Cemento $25,000                       |            |           |               |                  |
| 25 febbraio | ITF Women's Circuit New Delhi 2002 Nuova Delhi, India Cemento $25,000                       |            |           |               |                  |
| 25 febbraio | Marina de Albufeira Ladies Open 2002 Montechoro, Portogallo Cemento $10,000                 |            |           |               |                  |
| 25 febbraio | Marina de Albufeira Ladies Open 2002 Montechoro, Portogallo Cemento $10,000                 |            |           |               |                  |
| 25 febbraio | Internationale Badische Damen Hallenmeisterschaften 2002 Buchen, Germania Sintetico $10,000 |            |           |               |                  |
| 25 febbraio | Internationale Badische Damen Hallenmeisterschaften 2002 Buchen, Germania Sintetico $10,000 |            |           |               |                  |
| 26 febbraio | William Loud Bendigo International 2002 Bendigo, Australia Cemento $25,000                  |            |           |               |                  |
| 26 febbraio | William Loud Bendigo International 2002 Bendigo, Australia Cemento $25,000                  |            |           |               |                  |

## Marzo
| Settimana | Torneo                                                                         | Vincitrice | Finalista | Semifinaliste | Quarti di finale |
| --------- | ------------------------------------------------------------------------------ | ---------- | --------- | ------------- | ---------------- |
| 4 marzo   | Makarska Ladies Open 2002 Macarsca, Croazia Terra rossa $10,000                |            |           |               |                  |
| 4 marzo   | Makarska Ladies Open 2002 Macarsca, Croazia Terra rossa $10,000                |            |           |               |                  |
| 4 marzo   | Australia circuit 2002 ?, Australia Erba $40,000                               |            |           |               |                  |
| 4 marzo   | Australia circuit 2002 ?, Australia Erba $40,000                               |            |           |               |                  |
| 11 marzo  | Makarska Ladies Open 2 2002 Macarsca, Croazia Terra rossa $10,000              |            |           |               |                  |
| 11 marzo  | Makarska Ladies Open 2 2002 Macarsca, Croazia Terra rossa $10,000              |            |           |               |                  |
| 18 marzo  | ITF Women's Circuit La Canada 2002 La Cañada, USA Cemento $25,000              |            |           |               |                  |
| 18 marzo  | ITF Women's Circuit La Canada 2002 La Cañada, USA Cemento $25,000              |            |           |               |                  |
| 18 marzo  | ITF Women's Circuit Juarez 2002 Ciudad Juárez, Messico Terra rossa $25,000     |            |           |               |                  |
| 18 marzo  | ITF Women's Circuit Juarez 2002 Ciudad Juárez, Messico Terra rossa $25,000     |            |           |               |                  |
| 18 marzo  | Trophee de La Ville de Cholet 2002 Cholet, Francia Terra rossa $10,000         |            |           |               |                  |
| 18 marzo  | Trophee de La Ville de Cholet 2002 Cholet, Francia Terra rossa $10,000         |            |           |               |                  |
| 18 marzo  | Torneo Tennis Club Lanciani 2002 Roma-Lanciani, Italia Terra rossa $10,000     |            |           |               |                  |
| 18 marzo  | Torneo Tennis Club Lanciani 2002 Roma-Lanciani, Italia Terra rossa $10,000     |            |           |               |                  |
| 25 marzo  | ITF Women's Circuit Lawrenceville 2002 Lawrenceville, USA Cemento $25,000      |            |           |               |                  |
| 25 marzo  | ITF Women's Circuit Lawrenceville 2002 Lawrenceville, USA Cemento $25,000      |            |           |               |                  |
| 25 marzo  | Xenia Athens Open 2002 Atene, Grecia Terra rossa $10,000                       |            |           |               |                  |
| 25 marzo  | Xenia Athens Open 2002 Atene, Grecia Terra rossa $10,000                       |            |           |               |                  |
| 25 marzo  | Odorisio Cup Tennis Club Parioli 2002 Roma-Parioli, Italia Terra rossa $10,000 |            |           |               |                  |
| 25 marzo  | Odorisio Cup Tennis Club Parioli 2002 Roma-Parioli, Italia Terra rossa $10,000 |            |           |               |                  |
| 25 marzo  | Internationaux Féminins d'Amiens 2002 Amiens, Francia Terra rossa $10,000      |            |           |               |                  |
| 25 marzo  | Internationaux Féminins d'Amiens 2002 Amiens, Francia Terra rossa $10,000      |            |           |               |                  |
| 25 marzo  | ITF Femenil San Luis Potosí 2002 San Luis Potosí, Messico Terra rossa $25,000  |            |           |               |                  |
| 25 marzo  | ITF Femenil San Luis Potosí 2002 San Luis Potosí, Messico Terra rossa $25,000  |            |           |               |                  |

## Aprile
| Settimana | Torneo                                                                                           | Vincitrice | Finalista | Semifinaliste | Quarti di finale |
| --------- | ------------------------------------------------------------------------------------------------ | ---------- | --------- | ------------- | ---------------- |
| 1º aprile | ITF Femenil Britania Coatzacoalcos 2002 Coatzacoalcos, Messico Cemento $25,000                   |            |           |               |                  |
| 1º aprile | ITF Femenil Britania Coatzacoalcos 2002 Coatzacoalcos, Messico Cemento $25,000                   |            |           |               |                  |
| 1º aprile | ITF Women's Circuit Santiago 2002 Santiago, Cile Terra rossa $10,000                             |            |           |               |                  |
| 1º aprile | ITF Women's Circuit Santiago 2002 Santiago, Cile Terra rossa $10,000                             |            |           |               |                  |
| 1º aprile | India Development Circuit 2002 ?, India Cemento $20,000                                          |            |           |               |                  |
| 1º aprile | India Development Circuit 2002 ?, India Cemento $20,000                                          |            |           |               |                  |
| 1º aprile | Al Habtoor Future Challenge 2002 Dubai, Emirati Arabi Uniti Cemento $75,000                      |            |           |               |                  |
| 1º aprile | Al Habtoor Future Challenge 2002 Dubai, Emirati Arabi Uniti Cemento $75,000                      |            |           |               |                  |
| 8 aprile  | Mimas Tennis Futures 2002 Belo Horizonte, Brasile Cemento $10,000                                |            |           |               |                  |
| 8 aprile  | Mimas Tennis Futures 2002 Belo Horizonte, Brasile Cemento $10,000                                |            |           |               |                  |
| 8 aprile  | ITF Women's Circuit Naples 2002 Naples, USA Terra rossa $50,000                                  |            |           |               |                  |
| 8 aprile  | ITF Women's Circuit Naples 2002 Naples, USA Terra rossa $50,000                                  |            |           |               |                  |
| 8 aprile  | Makarska Ladies Open 2002 Macarsca, Croazia Terra rossa $10,000                                  |            |           |               |                  |
| 8 aprile  | Makarska Ladies Open 2002 Macarsca, Croazia Terra rossa $10,000                                  |            |           |               |                  |
| 8 aprile  | Open Gaz de France de Bretagne 2002 Dinan, Francia Terra rossa $50,000                           |            |           |               |                  |
| 8 aprile  | Open Gaz de France de Bretagne 2002 Dinan, Francia Terra rossa $50,000                           |            |           |               |                  |
| 8 aprile  | ITF Women's Circuit Ho Chi Minh City 2002 Ho Chi Minh, Vietnam Cemento $25,000                   |            |           |               |                  |
| 8 aprile  | ITF Women's Circuit Ho Chi Minh City 2002 Ho Chi Minh, Vietnam Cemento $25,000                   |            |           |               |                  |
| 8 aprile  | Quartu Women's Tour 2002 Quartu Sant'Elena, Italia Cemento $10,000                               |            |           |               |                  |
| 8 aprile  | Quartu Women's Tour 2002 Quartu Sant'Elena, Italia Cemento $10,000                               |            |           |               |                  |
| 8 aprile  | ITF Women's Circuit Monterrey 2002 Monterrey, Messico Cemento $25,0000                           |            |           |               |                  |
| 8 aprile  | ITF Women's Circuit Monterrey 2002 Monterrey, Messico Cemento $25,0000                           |            |           |               |                  |
| 15 aprile | Open Gaz de France Pau-Gelos 2002 Gelos, Francia Terra rossa $25,000                             |            |           |               |                  |
| 15 aprile | Open Gaz de France Pau-Gelos 2002 Gelos, Francia Terra rossa $25,000                             |            |           |               |                  |
| 15 aprile | St. Dominic USTA Pro Circuit $25,000 Women's Challenger 2002 Jackson, USA Terra rossa $25,000    |            |           |               |                  |
| 15 aprile | St. Dominic USTA Pro Circuit $25,000 Women's Challenger 2002 Jackson, USA Terra rossa $25,000    |            |           |               |                  |
| 15 aprile | Torneo Internazionale Femminile Città di Cagliari 2002 Cagliari, Italia Terra rossa $10,000      |            |           |               |                  |
| 15 aprile | Torneo Internazionale Femminile Città di Cagliari 2002 Cagliari, Italia Terra rossa $10,000      |            |           |               |                  |
| 15 aprile | Gariful Hvar Open 2002 Lesina, Croazia Terra rossa $10,000                                       |            |           |               |                  |
| 15 aprile | Gariful Hvar Open 2002 Lesina, Croazia Terra rossa $10,000                                       |            |           |               |                  |
| 15 aprile | ITF Women's Circuit Gunma 2002 Gunma, Giappone Sintetico $10,000                                 |            |           |               |                  |
| 15 aprile | ITF Women's Circuit Gunma 2002 Gunma, Giappone Sintetico $10,000                                 |            |           |               |                  |
| 22 aprile | ITF Women's Circuit Seoul 2002 Seul, Corea del Sud Cemento $25,000                               |            |           |               |                  |
| 22 aprile | ITF Women's Circuit Seoul 2002 Seul, Corea del Sud Cemento $25,000                               |            |           |               |                  |
| 22 aprile | Dubovnik & Riviera Cavtat Open 2002 Ragusa Vecchia, Croazia Terra rossa $10,000                  |            |           |               |                  |
| 22 aprile | Dubovnik & Riviera Cavtat Open 2002 Ragusa Vecchia, Croazia Terra rossa $10,000                  |            |           |               |                  |
| 22 aprile | Taranto Open 2002 Taranto, Italia Terra rossa $25,000                                            |            |           |               |                  |
| 22 aprile | Taranto Open 2002 Taranto, Italia Terra rossa $25,000                                            |            |           |               |                  |
| 22 aprile | Dothan Pro Classic 2002 Dothan, USA Terra verde $75,000                                          |            |           |               |                  |
| 22 aprile | Dothan Pro Classic 2002 Dothan, USA Terra verde $75,000                                          |            |           |               |                  |
| 29 aprile | Dubrovnik Open 2002 Ragusa, Croazia Terra rossa $10,000                                          |            |           |               |                  |
| 29 aprile | Dubrovnik Open 2002 Ragusa, Croazia Terra rossa $10,000                                          |            |           |               |                  |
| 29 aprile | Kangaroo Cup International Ladies Open Tennis 2002 Gifu, Giappone Sintetico $50,000              |            |           |               |                  |
| 29 aprile | Kangaroo Cup International Ladies Open Tennis 2002 Gifu, Giappone Sintetico $50,000              |            |           |               |                  |
| 29 aprile | Open GDF SUEZ de Cagnes-sur-Mer Alpes-Maritimes 2002 Cagnes-sur-Mer, Francia Terra rossa $50,000 |            |           |               |                  |
| 29 aprile | Open GDF SUEZ de Cagnes-sur-Mer Alpes-Maritimes 2002 Cagnes-sur-Mer, Francia Terra rossa $50,000 |            |           |               |                  |
| 29 aprile | BGZ Cup 2002 Varsavia, Polonia Terra rossa $10,000                                               |            |           |               |                  |
| 29 aprile | BGZ Cup 2002 Varsavia, Polonia Terra rossa $10,000                                               |            |           |               |                  |
| 29 aprile | AEGON Pro Series Bournemouth 2002 Bournemouth, Gran Bretagna Terra rossa $10,000                 |            |           |               |                  |
| 29 aprile | AEGON Pro Series Bournemouth 2002 Bournemouth, Gran Bretagna Terra rossa $10,000                 |            |           |               |                  |
| 29 aprile | Trofeo Ediltermica 2002 Maglie, Italia Terra rossa $25,000                                       |            |           |               |                  |
| 29 aprile | Trofeo Ediltermica 2002 Maglie, Italia Terra rossa $25,000                                       |            |           |               |                  |

## Maggio
| Settimana | Torneo                                                                                     | Vincitrice | Finalista | Semifinaliste | Quarti di finale |
| --------- | ------------------------------------------------------------------------------------------ | ---------- | --------- | ------------- | ---------------- |
| 6 maggio  | ITF Women's Circuit Szeged 2002 Seghedino, Ungheria Terra rossa $10,000                    |            |           |               |                  |
| 6 maggio  | ITF Women's Circuit Szeged 2002 Seghedino, Ungheria Terra rossa $10,000                    |            |           |               |                  |
| 6 maggio  | Fukuoka International Women's Cup 2002 Fukuoka, Giappone Erba $50,000                      |            |           |               |                  |
| 6 maggio  | Fukuoka International Women's Cup 2002 Fukuoka, Giappone Erba $50,000                      |            |           |               |                  |
| 6 maggio  | AEGON Pro Series Edinburgh 2002 Edimburgo, Gran Bretagna Terra rossa $25,000               |            |           |               |                  |
| 6 maggio  | AEGON Pro Series Edinburgh 2002 Edimburgo, Gran Bretagna Terra rossa $25,000               |            |           |               |                  |
| 6 maggio  | ITF Women's Circuit Sea island 2002 Sea Island, USA Terra rossa $25,000                    |            |           |               |                  |
| 6 maggio  | ITF Women's Circuit Sea island 2002 Sea Island, USA Terra rossa $25,000                    |            |           |               |                  |
| 6 maggio  | Torneo Club Tennis Tortosa 2002 Tortosa, Spagna Terra rossa $10,000                        |            |           |               |                  |
| 6 maggio  | Torneo Club Tennis Tortosa 2002 Tortosa, Spagna Terra rossa $10,000                        |            |           |               |                  |
| 6 maggio  | Zaton Open 2002 Zara, Croazia Terra rossa $10,000                                          |            |           |               |                  |
| 6 maggio  | Zaton Open 2002 Zara, Croazia Terra rossa $10,000                                          |            |           |               |                  |
| 13 maggio | ITF Women's Circuit Shanghai 2002 Shanghai, Cina Cemento $25,000                           |            |           |               |                  |
| 13 maggio | ITF Women's Circuit Shanghai 2002 Shanghai, Cina Cemento $25,000                           |            |           |               |                  |
| 13 maggio | SALK Ladies 2002 Bromma, Svezia Terra rossa $25,000                                        |            |           |               |                  |
| 13 maggio | SALK Ladies 2002 Bromma, Svezia Terra rossa $25,000                                        |            |           |               |                  |
| 13 maggio | Trofeo Società Gestioni Energetiche 2002 Casale Monferrato, Italia Terra rossa $10,000     |            |           |               |                  |
| 13 maggio | Trofeo Società Gestioni Energetiche 2002 Casale Monferrato, Italia Terra rossa $10,000     |            |           |               |                  |
| 13 maggio | Szczecin Open 2002 Stettino, Polonia Terra rossa $50,000                                   |            |           |               |                  |
| 13 maggio | Szczecin Open 2002 Stettino, Polonia Terra rossa $50,000                                   |            |           |               |                  |
| 13 maggio | Boyd Tinsley Women’s Clay Court Classic 2002 Charlottesville, USA Terra rossa $25,000      |            |           |               |                  |
| 13 maggio | Boyd Tinsley Women’s Clay Court Classic 2002 Charlottesville, USA Terra rossa $25,000      |            |           |               |                  |
| 13 maggio | ITF Women's Circuit Hatfield 2002 Hatfield, Gran Bretagna Terra rossa $10,000              |            |           |               |                  |
| 13 maggio | ITF Women's Circuit Hatfield 2002 Hatfield, Gran Bretagna Terra rossa $10,000              |            |           |               |                  |
| 13 maggio | Trofeo Società Gestioni Energetiche 2002 Casale Monferrato, Italia Terra rossa $10,000     |            |           |               |                  |
| 13 maggio | Trofeo Società Gestioni Energetiche 2002 Casale Monferrato, Italia Terra rossa $10,000     |            |           |               |                  |
| 20 maggio | OVS Ladies Open 2002 Guimarães, Portogallo Cemento $25,000                                 |            |           |               |                  |
| 20 maggio | OVS Ladies Open 2002 Guimarães, Portogallo Cemento $25,000                                 |            |           |               |                  |
| 20 maggio | Trofeo Viva 2002 Torino, Italia Terra rossa $10,000                                        |            |           |               |                  |
| 20 maggio | Trofeo Viva 2002 Torino, Italia Terra rossa $10,000                                        |            |           |               |                  |
| 20 maggio | Olecko Cup 2002 Olecko, Polonia Terra rossa $10,000                                        |            |           |               |                  |
| 20 maggio | Olecko Cup 2002 Olecko, Polonia Terra rossa $10,000                                        |            |           |               |                  |
| 20 maggio | ITF Women's Circuit Rijeka 2002 Fiume, Croazia Terra rossa $10,000                         |            |           |               |                  |
| 20 maggio | ITF Women's Circuit Rijeka 2002 Fiume, Croazia Terra rossa $10,000                         |            |           |               |                  |
| 20 maggio | Trofeo Viva 2002 Torino, Italia Terra rossa $25,000                                        |            |           |               |                  |
| 20 maggio | Trofeo Viva 2002 Torino, Italia Terra rossa $25,000                                        |            |           |               |                  |
| 20 maggio | Kiev Ladies Open 2002 Kiev, Ucraina Terra rossa $10,000                                    |            |           |               |                  |
| 20 maggio | Kiev Ladies Open 2002 Kiev, Ucraina Terra rossa $10,000                                    |            |           |               |                  |
| 20 maggio | Hunt Communities USTA Women's Pro Tennis Classic El Paso 2002 El Paso, USA Cemento $10,000 |            |           |               |                  |
| 20 maggio | Hunt Communities USTA Women's Pro Tennis Classic El Paso 2002 El Paso, USA Cemento $10,000 |            |           |               |                  |
| 20 maggio | Vanessa Phillips Circuit 2002 Tel Aviv, Israele Cemento $10,000                            |            |           |               |                  |
| 20 maggio | Vanessa Phillips Circuit 2002 Tel Aviv, Israele Cemento $10,000                            |            |           |               |                  |
| 20 maggio | ITF Women's Circuit Tianjin 2002 Tientsin, Cina Cemento $25,000                            |            |           |               |                  |
| 20 maggio | ITF Women's Circuit Tianjin 2002 Tientsin, Cina Cemento $25,000                            |            |           |               |                  |
| 27 maggio | ITF Women's Circuit Tianjin 2002 Tientsin, Cina Cemento $10,000                            |            |           |               |                  |
| 27 maggio | ITF Women's Circuit Tianjin 2002 Tientsin, Cina Cemento $10,000                            |            |           |               |                  |
| 27 maggio | ITF Women's Circuit Louisville 2002 Louisville, USA Cemento $10,000                        |            |           |               |                  |
| 27 maggio | ITF Women's Circuit Louisville 2002 Louisville, USA Cemento $10,000                        |            |           |               |                  |
| 27 maggio | Torneo Associazione Tennis Campobasso 2002 Campobasso, Italia Terra rossa $10,000          |            |           |               |                  |
| 27 maggio | Torneo Associazione Tennis Campobasso 2002 Campobasso, Italia Terra rossa $10,000          |            |           |               |                  |
| 27 maggio | Ursynow Cup 2002 Varsavia, Polonia Terra rossa $10,000                                     |            |           |               |                  |
| 27 maggio | Ursynow Cup 2002 Varsavia, Polonia Terra rossa $10,000                                     |            |           |               |                  |
| 27 maggio | Mostar Ladies Open 2002 Mostar, Bosnia ed Erzegovina Terra rossa $25,000                   |            |           |               |                  |
| 27 maggio | Mostar Ladies Open 2002 Mostar, Bosnia ed Erzegovina Terra rossa $25,000                   |            |           |               |                  |
| 27 maggio | Zaton Open 2002 Zara, Croazia Terra rossa $10,000                                          |            |           |               |                  |
| 27 maggio | Zaton Open 2002 Zara, Croazia Terra rossa $10,000                                          |            |           |               |                  |
| 27 maggio | India Development Circuit 2002 ?, India Sintetico $20,000                                  |            |           |               |                  |
| 27 maggio | India Development Circuit 2002 ?, India Sintetico $20,000                                  |            |           |               |                  |

## Giugno
| Settimana | Torneo                                                                                        | Vincitrice | Finalista | Semifinaliste | Quarti di finale |
| --------- | --------------------------------------------------------------------------------------------- | ---------- | --------- | ------------- | ---------------- |
| 3 giugno  | Head Tail Activewear Women's 2002 Hilton Head, USA Cemento $10,000                            |            |           |               |                  |
| 3 giugno  | Head Tail Activewear Women's 2002 Hilton Head, USA Cemento $10,000                            |            |           |               |                  |
| 3 giugno  | Allianz Cup 2002 Sofia, Bulgaria Terra rossa $25,000                                          |            |           |               |                  |
| 3 giugno  | Allianz Cup 2002 Sofia, Bulgaria Terra rossa $25,000                                          |            |           |               |                  |
| 3 giugno  | Wielkopolanka Cup 2002 Poznań, Polonia Terra rossa $10,000                                    |            |           |               |                  |
| 3 giugno  | Wielkopolanka Cup 2002 Poznań, Polonia Terra rossa $10,000                                    |            |           |               |                  |
| 3 giugno  | Macha Lake Satellite 2002 Staré Splavy, Repubblica Ceca Terra rossa $10,000                   |            |           |               |                  |
| 3 giugno  | Macha Lake Satellite 2002 Staré Splavy, Repubblica Ceca Terra rossa $10,000                   |            |           |               |                  |
| 3 giugno  | The Surbiton Trophy 2002 Surbiton, Gran Bretagna Erba $25,000                                 |            |           |               |                  |
| 3 giugno  | The Surbiton Trophy 2002 Surbiton, Gran Bretagna Erba $25,000                                 |            |           |               |                  |
| 3 giugno  | Torneo Internazionale Femminile Città Di Galatina 2002 Galatina, Italia Terra rossa $25,000   |            |           |               |                  |
| 3 giugno  | Torneo Internazionale Femminile Città Di Galatina 2002 Galatina, Italia Terra rossa $25,000   |            |           |               |                  |
| 3 giugno  | Torneo Tennis Club Caserta 2002 Caserta, Italia Terra rossa $50,000                           |            |           |               |                  |
| 3 giugno  | Torneo Tennis Club Caserta 2002 Caserta, Italia Terra rossa $50,000                           |            |           |               |                  |
| 10 giugno | ITF Women's Circuit Allentown 2002 Allentown, USA Cemento $25,000                             |            |           |               |                  |
| 10 giugno | ITF Women's Circuit Allentown 2002 Allentown, USA Cemento $25,000                             |            |           |               |                  |
| 10 giugno | Akbank Women's Circuit 2002 Ankara, Turchia Terra rossa $10,000                               |            |           |               |                  |
| 10 giugno | Akbank Women's Circuit 2002 Ankara, Turchia Terra rossa $10,000                               |            |           |               |                  |
| 10 giugno | LGT Open 2002 Vaduz, Liechtenstein Terra rossa $25,000                                        |            |           |               |                  |
| 10 giugno | LGT Open 2002 Vaduz, Liechtenstein Terra rossa $25,000                                        |            |           |               |                  |
| 10 giugno | Torneo Internazionale Femminile Città di Grado 2002 Grado, Italia Terra rossa $25,000         |            |           |               |                  |
| 10 giugno | Torneo Internazionale Femminile Città di Grado 2002 Grado, Italia Terra rossa $25,000         |            |           |               |                  |
| 10 giugno | Open GDF SUEZ de Marseille 2002 Marsiglia, Francia Terra rossa $50,000                        |            |           |               |                  |
| 10 giugno | Open GDF SUEZ de Marseille 2002 Marsiglia, Francia Terra rossa $50,000                        |            |           |               |                  |
| 10 giugno | ITF Women's Circuit Raalte 2002 Raalte, Paesi Bassi Terra rossa $10,000                       |            |           |               |                  |
| 10 giugno | ITF Women's Circuit Raalte 2002 Raalte, Paesi Bassi Terra rossa $10,000                       |            |           |               |                  |
| 10 giugno | Kedzierzyn Kozle Cup 2002 Kędzierzyn-Koźle, Polonia Terra rossa $10,000                       |            |           |               |                  |
| 10 giugno | Kedzierzyn Kozle Cup 2002 Kędzierzyn-Koźle, Polonia Terra rossa $10,000                       |            |           |               |                  |
| 10 giugno | ITF Women's Circuit Toronto 2002 Toronto, Canada Cemento $10,000                              |            |           |               |                  |
| 10 giugno | ITF Women's Circuit Toronto 2002 Toronto, Canada Cemento $10,000                              |            |           |               |                  |
| 17 giugno | ITF Women's Circuit Montreal 2002 Montréal, Canada Cemento $10,000                            |            |           |               |                  |
| 17 giugno | ITF Women's Circuit Montreal 2002 Montréal, Canada Cemento $10,000                            |            |           |               |                  |
| 17 giugno | ITF Women's Circuit Dallas 2002 Dallas, USA Cemento $10,000                                   |            |           |               |                  |
| 17 giugno | ITF Women's Circuit Dallas 2002 Dallas, USA Cemento $10,000                                   |            |           |               |                  |
| 17 giugno | Go'n'GO Tennis Cup Gorizia 2002 Gorizia, Italia Terra rossa $25,000                           |            |           |               |                  |
| 17 giugno | Go'n'GO Tennis Cup Gorizia 2002 Gorizia, Italia Terra rossa $25,000                           |            |           |               |                  |
| 17 giugno | TEIJIN Twaron Trophy 2002 Velp, Paesi Bassi Terra rossa $10,000                               |            |           |               |                  |
| 17 giugno | TEIJIN Twaron Trophy 2002 Velp, Paesi Bassi Terra rossa $10,000                               |            |           |               |                  |
| 17 giugno | Lenzerheide Open 2002 Lenzerheide, Svizzera Terra rossa $25,000                               |            |           |               |                  |
| 17 giugno | Lenzerheide Open 2002 Lenzerheide, Svizzera Terra rossa $25,000                               |            |           |               |                  |
| 17 giugno | ITF Women's Circuit Canet-en-Roussillon 2002 Canet-en-Roussillon, Francia Terra rossa $10,000 |            |           |               |                  |
| 17 giugno | ITF Women's Circuit Canet-en-Roussillon 2002 Canet-en-Roussillon, Francia Terra rossa $10,000 |            |           |               |                  |
| 17 giugno | Sampo Open 2002 Tallinn, Estonia Terra rossa $25,000                                          |            |           |               |                  |
| 17 giugno | Sampo Open 2002 Tallinn, Estonia Terra rossa $25,000                                          |            |           |               |                  |
| 17 giugno | Montemor Ladies Open 2002 Montemor-o-Novo, Portogallo Cemento $10,000                         |            |           |               |                  |
| 17 giugno | Montemor Ladies Open 2002 Montemor-o-Novo, Portogallo Cemento $10,000                         |            |           |               |                  |
| 24 giugno | ITF Women's Circuit Edmond 2002 Edmond, USA Cemento $10,000                                   |            |           |               |                  |
| 24 giugno | ITF Women's Circuit Edmond 2002 Edmond, USA Cemento $10,000                                   |            |           |               |                  |
| 24 giugno | ITF Women's Circuit Lachine 2002 Lachine, Canada Cemento $10,000                              |            |           |               |                  |
| 24 giugno | ITF Women's Circuit Lachine 2002 Lachine, Canada Cemento $10,000                              |            |           |               |                  |
| 24 giugno | Swedbank Ladies 2002 Båstad, Svezia Terra rossa $25,000                                       |            |           |               |                  |
| 24 giugno | Swedbank Ladies 2002 Båstad, Svezia Terra rossa $25,000                                       |            |           |               |                  |
| 24 giugno | ITF Women's Circuit Fontanafredda 2002 Fontanafredda, Italia Terra rossa $25,000              |            |           |               |                  |
| 24 giugno | ITF Women's Circuit Fontanafredda 2002 Fontanafredda, Italia Terra rossa $25,000              |            |           |               |                  |
| 24 giugno | Future Alkmaar 2002 Alkmaar, Paesi Bassi Terra rossa $10,000                                  |            |           |               |                  |
| 24 giugno | Future Alkmaar 2002 Alkmaar, Paesi Bassi Terra rossa $10,000                                  |            |           |               |                  |
| 24 giugno | Open Gaz de France du Périgord 2002 Périgueux, Francia Terra rossa $10,000                    |            |           |               |                  |
| 24 giugno | Open Gaz de France du Périgord 2002 Périgueux, Francia Terra rossa $10,000                    |            |           |               |                  |
| 24 giugno | ITF Women's Circuit Kalamaria 2002 Kalamaria, Grecia Terra rossa $10,000                      |            |           |               |                  |
| 24 giugno | ITF Women's Circuit Kalamaria 2002 Kalamaria, Grecia Terra rossa $10,000                      |            |           |               |                  |
| 24 giugno | ITF Women's Circuit Elvas 2002 Elvas, Portogallo Cemento $10,000                              |            |           |               |                  |
| 24 giugno | ITF Women's Circuit Elvas 2002 Elvas, Portogallo Cemento $10,000                              |            |           |               |                  |

## Luglio
| Settimana | Torneo | Vincitrice | Finalista | Semifinaliste | Quarti di finale |
| --------- | --- | ---------- | --------- | ------------- | ---------------- |
| 1º luglio | ITF Women's Circuit Los Gatos 2002 Los Gatos, USA Cemento $50,000                                          |            |           |               |                  |
| 1º luglio | ITF Women's Circuit Los Gatos 2002 Los Gatos, USA Cemento $50,000                                          |            |           |               |                  |
| 1º luglio | ITF Women's Circuit Waco 2002 Waco, USA Cemento $10,000                                                    |            |           |               |                  |
| 1º luglio | ITF Women's Circuit Waco 2002 Waco, USA Cemento $10,000                                                    |            |           |               |                  |
| 1º luglio | Memorial Benito Grassi 2002 Orbetello, Italia Terra rossa $50,000                                          |            |           |               |                  |
| 1º luglio | Memorial Benito Grassi 2002 Orbetello, Italia Terra rossa $50,000                                          |            |           |               |                  |
| 1º luglio | ITF Women's Circuit Rabat 2002 Rabat, Marocco Terra rossa $10,000                                          |            |           |               |                  |
| 1º luglio | ITF Women's Circuit Rabat 2002 Rabat, Marocco Terra rossa $10,000                                          |            |           |               |                  |
| 1º luglio | Open GDF Suez de Mont de Marsan 2002 Mont-de-Marsan, Francia Terra rossa $25,000                           |            |           |               |                  |
| 1º luglio | Open GDF Suez de Mont de Marsan 2002 Mont-de-Marsan, Francia Terra rossa $25,000                           |            |           |               |                  |
| 1º luglio | Internationaler Württembergische Damen-Tennis-Meisterschaften 2002 Vaihingen, Germania Terra rossa $25,000 |            |           |               |                  |
| 1º luglio | Internationaler Württembergische Damen-Tennis-Meisterschaften 2002 Vaihingen, Germania Terra rossa $25,000 |            |           |               |                  |
| 1º luglio | Maarsen Future 2002 Amsterdam, Paesi Bassi Terra rossa $10,000                                             |            |           |               |                  |
| 1º luglio | Maarsen Future 2002 Amsterdam, Paesi Bassi Terra rossa $10,000                                             |            |           |               |                  |
| 1º luglio | Monteroni International 2002 Monteroni d'Arbia, Italia Terra rossa $10,000                                 |            |           |               |                  |
| 1º luglio | Monteroni International 2002 Monteroni d'Arbia, Italia Terra rossa $10,000                                 |            |           |               |                  |
| 8 luglio  | ITF Women's Circuit College Park 2002 College Park, USA Cemento $25,000                                    |            |           |               |                  |
| 8 luglio  | ITF Women's Circuit College Park 2002 College Park, USA Cemento $25,000                                    |            |           |               |                  |
| 8 luglio  | ITF Women's Circuit Puerto Ordaz 2002 Puerto Ordaz, Venezuela Cemento $10,000                              |            |           |               |                  |
| 8 luglio  | ITF Women's Circuit Puerto Ordaz 2002 Puerto Ordaz, Venezuela Cemento $10,000                              |            |           |               |                  |
| 8 luglio  | Open 88 Contrexéville 2002 Contrexéville, Francia Terra rossa $50,000                                      |            |           |               |                  |
| 8 luglio  | Open 88 Contrexéville 2002 Contrexéville, Francia Terra rossa $50,000                                      |            |           |               |                  |
| 8 luglio  | Bella Cup 2002 Toruń, Polonia Terra rossa $10,000                                                          |            |           |               |                  |
| 8 luglio  | Bella Cup 2002 Toruń, Polonia Terra rossa $10,000                                                          |            |           |               |                  |
| 8 luglio  | ITF Women's Circuit Tlemcen 2002 Tlemcen, Algeria Terra rossa $10,000                                      |            |           |               |                  |
| 8 luglio  | ITF Women's Circuit Tlemcen 2002 Tlemcen, Algeria Terra rossa $10,000                                      |            |           |               |                  |
| 8 luglio  | Internacional de Getxo 2002 Getxo, Spagna Terra rossa $10,000                                              |            |           |               |                  |
| 8 luglio  | Internacional de Getxo 2002 Getxo, Spagna Terra rossa $10,000                                              |            |           |               |                  |
| 8 luglio  | AEGON Pro Series Felixstowe 2002 Felixstowe, Gran Bretagna Erba $25,000                                    |            |           |               |                  |
| 8 luglio  | AEGON Pro Series Felixstowe 2002 Felixstowe, Gran Bretagna Erba $25,000                                    |            |           |               |                  |
| 8 luglio  | Torneo Internazionale Femminile Città di Sezze 2002 Sezze, Italia Terra rossa $10,000                      |            |           |               |                  |
| 8 luglio  | Torneo Internazionale Femminile Città di Sezze 2002 Sezze, Italia Terra rossa $10,000                      |            |           |               |                  |
| 8 luglio  | Darmstadt Tennis International 2002 Darmstadt, Germania Terra rossa $25,000                                |            |           |               |                  |
| 8 luglio  | Darmstadt Tennis International 2002 Darmstadt, Germania Terra rossa $25,000                                |            |           |               |                  |
| 8 luglio  | Ted-Firatpen Ladies Open 2002 Istanbul, Turchia Cemento $10,000                                            |            |           |               |                  |
| 8 luglio  | Ted-Firatpen Ladies Open 2002 Istanbul, Turchia Cemento $10,000                                            |            |           |               |                  |
| 15 luglio | ITF Women's Circuit Oyster Bay 2002 Oyster Bay, USA Cemento $50,000                                        |            |           |               |                  |
| 15 luglio | ITF Women's Circuit Oyster Bay 2002 Oyster Bay, USA Cemento $50,000                                        |            |           |               |                  |
| 15 luglio | Open International du Touquet 2002 Le Touquet, Francia Terra rossa $10,000                                 |            |           |               |                  |
| 15 luglio | Open International du Touquet 2002 Le Touquet, Francia Terra rossa $10,000                                 |            |           |               |                  |
| 15 luglio | Iris Ladies Trophy 2002 Bruxelles, Belgio Terra rossa $10,000                                              |            |           |               |                  |
| 15 luglio | Iris Ladies Trophy 2002 Bruxelles, Belgio Terra rossa $10,000                                              |            |           |               |                  |
| 15 luglio | ITF Women's Circuit Algiers 2002 Algeri, Algeria Terra rossa $10,000                                       |            |           |               |                  |
| 15 luglio | ITF Women's Circuit Algiers 2002 Algeri, Algeria Terra rossa $10,000                                       |            |           |               |                  |
| 15 luglio | Memorial Eugenio Fontana 2002 Modena, Italia Terra rossa $50,000                                           |            |           |               |                  |
| 15 luglio | Memorial Eugenio Fontana 2002 Modena, Italia Terra rossa $50,000                                           |            |           |               |                  |
| 15 luglio | Ciudad de Valladolid 2002 Valladolid, Spagna Cemento $25,000                                               |            |           |               |                  |
| 15 luglio | Ciudad de Valladolid 2002 Valladolid, Spagna Cemento $25,000                                               |            |           |               |                  |
| 15 luglio | ITF Women's Circuit Baltimore 2002 Baltimora, USA Cemento $10,000                                          |            |           |               |                  |
| 15 luglio | ITF Women's Circuit Baltimore 2002 Baltimora, USA Cemento $10,000                                          |            |           |               |                  |
| 15 luglio | ITF Women's Circuit Seoul 2002 Seul, Corea del Sud Cemento $10,000                                         |            |           |               |                  |
| 15 luglio | ITF Women's Circuit Seoul 2002 Seul, Corea del Sud Cemento $10,000                                         |            |           |               |                  |
| 15 luglio | Credicard Citi Mastercard Tennis Cup 2002 Campos do Jordão, Brasile Cemento $25,000                        |            |           |               |                  |
| 15 luglio | Credicard Citi Mastercard Tennis Cup 2002 Campos do Jordão, Brasile Cemento $25,000                        |            |           |               |                  |
| 15 luglio | ITF Women's Circuit Valencia 2002 Valencia, Venezuela Cemento $10,000                                      |            |           |               |                  |
| 15 luglio | ITF Women's Circuit Valencia 2002 Valencia, Venezuela Cemento $10,000                                      |            |           |               |                  |
| 15 luglio | AEGON Pro Series Frinton 2002 Frinton-on-Sea, Gran Bretagna Erba $10,000                                   |            |           |               |                  |
| 15 luglio | AEGON Pro Series Frinton 2002 Frinton-on-Sea, Gran Bretagna Erba $10,000                                   |            |           |               |                  |
| 22 luglio | ITF Women's Circuit Louisville 2002 Louisville, USA Cemento $50,000                                        |            |           |               |                  |
| 22 luglio | ITF Women's Circuit Louisville 2002 Louisville, USA Cemento $50,000                                        |            |           |               |                  |
| 22 luglio | BMW AHG Cup 2002 Horb am Neckar, Germania Terra rossa $10,000                                              |            |           |               |                  |
| 22 luglio | BMW AHG Cup 2002 Horb am Neckar, Germania Terra rossa $10,000                                              |            |           |               |                  |
| 22 luglio | ITF Women's Circuit Algiers 2 2002 Algeri, Algeria Terra rossa $10,000                                     |            |           |               |                  |
| 22 luglio | ITF Women's Circuit Algiers 2 2002 Algeri, Algeria Terra rossa $10,000                                     |            |           |               |                  |
| 22 luglio | FCC Czech Open 2002 Český Krumlov, Repubblica Ceca Terra rossa $25,000                                     |            |           |               |                  |
| 22 luglio | FCC Czech Open 2002 Český Krumlov, Repubblica Ceca Terra rossa $25,000                                     |            |           |               |                  |
| 22 luglio | ITF Women's Circuit Chifeng 2002 Chifeng, Cina Terra rossa $10,000                                         |            |           |               |                  |
| 22 luglio | ITF Women's Circuit Chifeng 2002 Chifeng, Cina Terra rossa $10,000                                         |            |           |               |                  |
| 22 luglio | Trofeo Città di Gardone Val Trompia 2002 Gardone Val Trombia, Italia Terra rossa $10,000                   |            |           |               |                  |
| 22 luglio | Trofeo Città di Gardone Val Trompia 2002 Gardone Val Trombia, Italia Terra rossa $10,000                   |            |           |               |                  |
| 22 luglio | ITF Women's Circuit Caracas 2002 Caracas, Venezuela Cemento $10,000                                        |            |           |               |                  |
| 22 luglio | ITF Women's Circuit Caracas 2002 Caracas, Venezuela Cemento $10,000                                        |            |           |               |                  |
| 22 luglio | ITF Incheon Women's Challenger Tennis 2002 Inchon, Corea del Sud Cemento $10,000                           |            |           |               |                  |
| 22 luglio | ITF Incheon Women's Challenger Tennis 2002 Inchon, Corea del Sud Cemento $10,000                           |            |           |               |                  |
| 22 luglio | Women's Hospital Classic 2002 Evansville, USA Cemento $10,000                                              |            |           |               |                  |
| 22 luglio | Women's Hospital Classic 2002 Evansville, USA Cemento $10,000                                              |            |           |               |                  |
| 22 luglio | Open GDF SUEZ des Contamines-Montjoie 2002 Les Contamines, Francia Cemento $25,000                         |            |           |               |                  |
| 22 luglio | Open GDF SUEZ des Contamines-Montjoie 2002 Les Contamines, Francia Cemento $25,000                         |            |           |               |                  |
| 22 luglio | Odlum Brown Vancouver Open 2002 Vancouver, Canada Cemento $10,000                                          |            |           |               |                  |
| 22 luglio | Odlum Brown Vancouver Open 2002 Vancouver, Canada Cemento $10,000                                          |            |           |               |                  |
| 22 luglio | Torneo Internacional de Navarra 2002 Pamplona, Spagna Cemento $25,000                                      |            |           |               |                  |
| 22 luglio | Torneo Internacional de Navarra 2002 Pamplona, Spagna Cemento $25,000                                      |            |           |               |                  |
| 29 luglio | Odlum Brown Vancouver Open 2002 Vancouver, Canada Cemento $25,000                                          |            |           |               |                  |
| 29 luglio | Odlum Brown Vancouver Open 2002 Vancouver, Canada Cemento $25,000                                          |            |           |               |                  |
| 29 luglio | ITF Women's Circuit Harrisonburg 2002 Harrisonburg, USA Cemento $10,000                                    |            |           |               |                  |
| 29 luglio | ITF Women's Circuit Harrisonburg 2002 Harrisonburg, USA Cemento $10,000                                    |            |           |               |                  |
| 29 luglio | ITF Women's Circuit Brindisi 2002 Brindisi, Italia Terra rossa $25,000                                     |            |           |               |                  |
| 29 luglio | ITF Women's Circuit Brindisi 2002 Brindisi, Italia Terra rossa $25,000                                     |            |           |               |                  |
| 29 luglio | Open Saint-Gaudens Midi Pyrénées 2002 Saint-Gaudens, Francia Terra rossa $50,000                           |            |           |               |                  |
| 29 luglio | Open Saint-Gaudens Midi Pyrénées 2002 Saint-Gaudens, Francia Terra rossa $50,000                           |            |           |               |                  |
| 29 luglio | Knoll Open 2002 Bad Saulgau, Germania Terra rossa $10,000                                                  |            |           |               |                  |
| 29 luglio | Knoll Open 2002 Bad Saulgau, Germania Terra rossa $10,000                                                  |            |           |               |                  |
| 29 luglio | ITF Roller Open 2002 Pétange, Lussemburgo Terra rossa $10,000                                              |            |           |               |                  |
| 29 luglio | ITF Roller Open 2002 Pétange, Lussemburgo Terra rossa $10,000                                              |            |           |               |                  |
| 29 luglio | Coppa Città di Alghero 2002 Alghero, Italia Cemento $25,000                                                |            |           |               |                  |
| 29 luglio | Coppa Città di Alghero 2002 Alghero, Italia Cemento $25,000                                                |            |           |               |                  |
| 29 luglio | Fifth Third Bank Tennis Championships 2002 Lexington, USA Cemento $50,000                                  |            |           |               |                  |
| 29 luglio | Fifth Third Bank Tennis Championships 2002 Lexington, USA Cemento $50,000                                  |            |           |               |                  |
| 29 luglio | ITF Women's Circuit Tongliao 2002 Tongliao, Cina Cemento $10,000                                           |            |           |               |                  |
| 29 luglio | ITF Women's Circuit Tongliao 2002 Tongliao, Cina Cemento $10,000                                           |            |           |               |                  |
| 29 luglio | Ellesse Ladies Irish Open 2002 Dublino, Irlanda Sintetico $10,000                                          |            |           |               |                  |
| 29 luglio | Ellesse Ladies Irish Open 2002 Dublino, Irlanda Sintetico $10,000                                          |            |           |               |                  |
| 29 luglio | Ciudad de Pontevedra 2002 Pontevedra, Spagna Cemento $10,000                                               |            |           |               |                  |
| 29 luglio | Ciudad de Pontevedra 2002 Pontevedra, Spagna Cemento $10,000                                               |            |           |               |                  |

## Agosto
| Settimana | Torneo                                                                                   | Vincitrice | Finalista | Semifinaliste | Quarti di finale |
| --------- | ---------------------------------------------------------------------------------------- | ---------- | --------- | ------------- | ---------------- |
| 5 agosto  | ITF Women's Circuit Nonthaburi 2002 Nonthaburi, Thailandia Cemento $10,000               |            |           |               |                  |
| 5 agosto  | ITF Women's Circuit Nonthaburi 2002 Nonthaburi, Thailandia Cemento $10,000               |            |           |               |                  |
| 5 agosto  | ITF Women's Circuit Beijing 2002 Pechino, Cina Cemento $25,000                           |            |           |               |                  |
| 5 agosto  | ITF Women's Circuit Beijing 2002 Pechino, Cina Cemento $25,000                           |            |           |               |                  |
| 5 agosto  | ITF Women's Circuit Nonthaburi 2002 Nonthaburi, Thailandia Cemento $10,000               |            |           |               |                  |
| 5 agosto  | ITF Women's Circuit Nonthaburi 2002 Nonthaburi, Thailandia Cemento $10,000               |            |           |               |                  |
| 5 agosto  | Cidade de Vigo 2002 Vigo, Spagna Cemento $10,000                                         |            |           |               |                  |
| 5 agosto  | Cidade de Vigo 2002 Vigo, Spagna Cemento $10,000                                         |            |           |               |                  |
| 5 agosto  | ITF Women's Circuit Manta 2002 Manta, Ecuador Cemento $10,000                            |            |           |               |                  |
| 5 agosto  | ITF Women's Circuit Manta 2002 Manta, Ecuador Cemento $10,000                            |            |           |               |                  |
| 5 agosto  | AEGON Pro Series Bath ITF 2002 Bath, Gran Bretagna Cemento $10,000                       |            |           |               |                  |
| 5 agosto  | AEGON Pro Series Bath ITF 2002 Bath, Gran Bretagna Cemento $10,000                       |            |           |               |                  |
| 5 agosto  | Ceisa Cup 2002 Rimini, Italia Terra rossa $25,000                                        |            |           |               |                  |
| 5 agosto  | Ceisa Cup 2002 Rimini, Italia Terra rossa $25,000                                        |            |           |               |                  |
| 5 agosto  | Hechingen Ladies Open 2002 Hechingen, Germania Terra rossa $25,000                       |            |           |               |                  |
| 5 agosto  | Hechingen Ladies Open 2002 Hechingen, Germania Terra rossa $25,000                       |            |           |               |                  |
| 5 agosto  | Rebecq Ladiez Trophy 2002 Rebecq, Belgio Terra rossa $10,000                             |            |           |               |                  |
| 5 agosto  | Rebecq Ladiez Trophy 2002 Rebecq, Belgio Terra rossa $10,000                             |            |           |               |                  |
| 5 agosto  | Gdynia Cup 2002 Gdynia, Polonia Terra rossa $10,000                                      |            |           |               |                  |
| 5 agosto  | Gdynia Cup 2002 Gdynia, Polonia Terra rossa $10,000                                      |            |           |               |                  |
| 12 agosto | EmblemHealth Bronx Open 2002 Bronx, USA Cemento $50,000                                  |            |           |               |                  |
| 12 agosto | EmblemHealth Bronx Open 2002 Bronx, USA Cemento $50,000                                  |            |           |               |                  |
| 12 agosto | Innsbruck Open 2002 Innsbruck, Austria Terra rossa $25,000                               |            |           |               |                  |
| 12 agosto | Innsbruck Open 2002 Innsbruck, Austria Terra rossa $25,000                               |            |           |               |                  |
| 12 agosto | Copa Club The Strongest 2002 La Paz, Bolivia Terra rossa $10,000                         |            |           |               |                  |
| 12 agosto | Copa Club The Strongest 2002 La Paz, Bolivia Terra rossa $10,000                         |            |           |               |                  |
| 12 agosto | BRD Women's Cup 2002 Bucarest, Romania Terra rossa $10,000                               |            |           |               |                  |
| 12 agosto | BRD Women's Cup 2002 Bucarest, Romania Terra rossa $10,000                               |            |           |               |                  |
| 12 agosto | Flanders Ladies Trophy Koksijde 2002 Koksijde, Belgio Terra rossa $10,000                |            |           |               |                  |
| 12 agosto | Flanders Ladies Trophy Koksijde 2002 Koksijde, Belgio Terra rossa $10,000                |            |           |               |                  |
| 12 agosto | Aosta Cup 2002 Aosta, Italia Terra rossa $25,000                                         |            |           |               |                  |
| 12 agosto | Aosta Cup 2002 Aosta, Italia Terra rossa $25,000                                         |            |           |               |                  |
| 12 agosto | ITF Women's Circuit Nakhon Ratchasima 2002 Nakhon Ratchasima, Thailandia Cemento $10,000 |            |           |               |                  |
| 12 agosto | ITF Women's Circuit Nakhon Ratchasima 2002 Nakhon Ratchasima, Thailandia Cemento $10,000 |            |           |               |                  |
| 12 agosto | Internacional Femenil Poza Rica 2002 Poza Rica, Messico Cemento $10,000                  |            |           |               |                  |
| 12 agosto | Internacional Femenil Poza Rica 2002 Poza Rica, Messico Cemento $10,000                  |            |           |               |                  |
| 12 agosto | AEGON Pro Series Cumberland 2002 Londra, Gran Bretagna Cemento $10,000                   |            |           |               |                  |
| 12 agosto | AEGON Pro Series Cumberland 2002 Londra, Gran Bretagna Cemento $10,000                   |            |           |               |                  |
| 19 agosto | Infond Open 2002 Maribor, Slovenia Terra rossa $25,000                                   |            |           |               |                  |
| 19 agosto | Infond Open 2002 Maribor, Slovenia Terra rossa $25,000                                   |            |           |               |                  |
| 19 agosto | Westend Ladies Tennis Cup 2002 Westende, Belgio Terra rossa $10,000                      |            |           |               |                  |
| 19 agosto | Westend Ladies Tennis Cup 2002 Westende, Belgio Terra rossa $10,000                      |            |           |               |                  |
| 19 agosto | ITF Women's Circuit Civitanova 2002 Civitanova Marche, Italia Terra rossa $10,000        |            |           |               |                  |
| 19 agosto | ITF Women's Circuit Civitanova 2002 Civitanova Marche, Italia Terra rossa $10,000        |            |           |               |                  |
| 19 agosto | Twents Open 2002 Enschede, Paesi Bassi Terra rossa $10,000                               |            |           |               |                  |
| 19 agosto | Twents Open 2002 Enschede, Paesi Bassi Terra rossa $10,000                               |            |           |               |                  |
| 19 agosto | Deza Trophy 2002 Valašské Meziříčí, Repubblica Ceca Terra rossa $10,000                  |            |           |               |                  |
| 19 agosto | Deza Trophy 2002 Valašské Meziříčí, Repubblica Ceca Terra rossa $10,000                  |            |           |               |                  |
| 19 agosto | ITF Women's Circuit Asuncion 2002 Asunción, Paraguay Terra rossa $10,000                 |            |           |               |                  |
| 19 agosto | ITF Women's Circuit Asuncion 2002 Asunción, Paraguay Terra rossa $10,000                 |            |           |               |                  |
| 19 agosto | ITF Femenil San Luis Potosí 2002 San Luis Potosí, Messico Cemento $10,000                |            |           |               |                  |
| 19 agosto | ITF Femenil San Luis Potosí 2002 San Luis Potosí, Messico Cemento $10,000                |            |           |               |                  |
| 26 agosto | Governor's Cup Lagos 2002 Lagos, Nigeria Cemento $10,000                                 |            |           |               |                  |
| 26 agosto | Governor's Cup Lagos 2002 Lagos, Nigeria Cemento $10,000                                 |            |           |               |                  |
| 26 agosto | TEAN International 2002 Alphen aan den Rijn, Paesi Bassi Terra rossa $10,000             |            |           |               |                  |
| 26 agosto | TEAN International 2002 Alphen aan den Rijn, Paesi Bassi Terra rossa $10,000             |            |           |               |                  |
| 26 agosto | BRD Groupe Societe Generale 2002 Bucarest, Romania Terra rossa $10,000                   |            |           |               |                  |
| 26 agosto | BRD Groupe Societe Generale 2002 Bucarest, Romania Terra rossa $10,000                   |            |           |               |                  |
| 26 agosto | Città di Spoleto 2002 Spoleto, Italia Terra rossa $10,000                                |            |           |               |                  |
| 26 agosto | Città di Spoleto 2002 Spoleto, Italia Terra rossa $10,000                                |            |           |               |                  |
| 26 agosto | ITF Women's Circuit Santiago 2002 Santiago, Cile Terra rossa $10,000                     |            |           |               |                  |
| 26 agosto | ITF Women's Circuit Santiago 2002 Santiago, Cile Terra rossa $10,000                     |            |           |               |                  |
| 26 agosto | Plzen Cup 2002 Plzeň, Repubblica Ceca Terra rossa $10,000                                |            |           |               |                  |
| 26 agosto | Plzen Cup 2002 Plzeň, Repubblica Ceca Terra rossa $10,000                                |            |           |               |                  |
| 26 agosto | Bielefeld Open 2002 Bielefeld, Germania Terra rossa $10,000                              |            |           |               |                  |
| 26 agosto | Bielefeld Open 2002 Bielefeld, Germania Terra rossa $10,000                              |            |           |               |                  |
| 27 agosto | Città di Spoleto 2002 Spoleto, Italia Terra rossa $10,000                                |            |           |               |                  |
| 27 agosto | Città di Spoleto 2002 Spoleto, Italia Terra rossa $10,000                                |            |           |               |                  |

## Settembre
| Settimana    | Torneo                                                                                           | Vincitrice | Finalista | Semifinaliste | Quarti di finale |
| ------------ | ------------------------------------------------------------------------------------------------ | ---------- | --------- | ------------- | ---------------- |
| 2 settembre  | Governor's Cup Lagos 2002 Lagos, Nigeria Cemento $10,000                                         |            |           |               |                  |
| 2 settembre  | Governor's Cup Lagos 2002 Lagos, Nigeria Cemento $10,000                                         |            |           |               |                  |
| 2 settembre  | Open GDF SUEZ de la Porte du Hainaut 2002 Denain, Francia Terra rossa $50,000                    |            |           |               |                  |
| 2 settembre  | Open GDF SUEZ de la Porte du Hainaut 2002 Denain, Francia Terra rossa $50,000                    |            |           |               |                  |
| 2 settembre  | Internazionali Città di Fano 2002 Fano, Italia Terra rossa $50,000                               |            |           |               |                  |
| 2 settembre  | Internazionali Città di Fano 2002 Fano, Italia Terra rossa $50,000                               |            |           |               |                  |
| 2 settembre  | Trofeo Gioielleria Ferretti 2002 Chieti, Italia Terra rossa $10,000                              |            |           |               |                  |
| 2 settembre  | Trofeo Gioielleria Ferretti 2002 Chieti, Italia Terra rossa $10,000                              |            |           |               |                  |
| 2 settembre  | ITF Women's Circuit Constanta 2002 Costanza, Romania Terra rossa $10,000                         |            |           |               |                  |
| 2 settembre  | ITF Women's Circuit Constanta 2002 Costanza, Romania Terra rossa $10,000                         |            |           |               |                  |
| 2 settembre  | Trofeu Ciutat De Mollerussa 2002 Mollerusa, Spagna Cemento $10,000                               |            |           |               |                  |
| 2 settembre  | Trofeu Ciutat De Mollerussa 2002 Mollerusa, Spagna Cemento $10,000                               |            |           |               |                  |
| 9 settembre  | ITF Women's Circuit Peachtree City 2002 Peachtree City, USA Cemento $25,000                      |            |           |               |                  |
| 9 settembre  | ITF Women's Circuit Peachtree City 2002 Peachtree City, USA Cemento $25,000                      |            |           |               |                  |
| 9 settembre  | Open GDF Bordeaux 2002 Bordeaux, Francia Terra rossa $75,000                                     |            |           |               |                  |
| 9 settembre  | Open GDF Bordeaux 2002 Bordeaux, Francia Terra rossa $75,000                                     |            |           |               |                  |
| 9 settembre  | Allianz Cup 2002 Sofia, Bulgaria Terra rossa $25,000                                             |            |           |               |                  |
| 9 settembre  | Allianz Cup 2002 Sofia, Bulgaria Terra rossa $25,000                                             |            |           |               |                  |
| 9 settembre  | Torneo Internacional Ciudad de Alcorcón 2002 Madrid, Spagna Terra rossa $10,000                  |            |           |               |                  |
| 9 settembre  | Torneo Internacional Ciudad de Alcorcón 2002 Madrid, Spagna Terra rossa $10,000                  |            |           |               |                  |
| 9 settembre  | International Country Cuneo 2002 Cuneo, Italia Terra rossa $10,000                               |            |           |               |                  |
| 9 settembre  | International Country Cuneo 2002 Cuneo, Italia Terra rossa $10,000                               |            |           |               |                  |
| 9 settembre  | Saris Cup Presov 2002 Prešov, Slovacchia Terra rossa $10,000                                     |            |           |               |                  |
| 9 settembre  | Saris Cup Presov 2002 Prešov, Slovacchia Terra rossa $10,000                                     |            |           |               |                  |
| 9 settembre  | ITF Women's Circuit Argentina 2002 ?, Argentina Terra rossa $10,000                              |            |           |               |                  |
| 9 settembre  | ITF Women's Circuit Argentina 2002 ?, Argentina Terra rossa $10,000                              |            |           |               |                  |
| 9 settembre  | ITF Women's Circuit Mysore 2002 Mysore, India Terra rossa $10,000                                |            |           |               |                  |
| 9 settembre  | ITF Women's Circuit Mysore 2002 Mysore, India Terra rossa $10,000                                |            |           |               |                  |
| 16 settembre | ITF Women's Circuit Columbus 2002 Columbus, USA Cemento $75,000                                  |            |           |               |                  |
| 16 settembre | ITF Women's Circuit Columbus 2002 Columbus, USA Cemento $75,000                                  |            |           |               |                  |
| 16 settembre | AEGON Pro Series Glasgow 2002 Glasgow, Gran Bretagna Cemento $25,000                             |            |           |               |                  |
| 16 settembre | AEGON Pro Series Glasgow 2002 Glasgow, Gran Bretagna Cemento $25,000                             |            |           |               |                  |
| 16 settembre | Trofeu Ciutat de Barcelona 2002 Barcellona, Spagna Terra rossa $10,000                           |            |           |               |                  |
| 16 settembre | Trofeu Ciutat de Barcelona 2002 Barcellona, Spagna Terra rossa $10,000                           |            |           |               |                  |
| 16 settembre | TF Women's Circuit Santo domingo 2002 Santo Domingo, Repubblica Dominicana Terra rossa $10,000   |            |           |               |                  |
| 16 settembre | TF Women's Circuit Santo domingo 2002 Santo Domingo, Repubblica Dominicana Terra rossa $10,000   |            |           |               |                  |
| 16 settembre | Torneo Internazionale Regione Piemonte 2002 Biella, Italia Terra rossa $50,000                   |            |           |               |                  |
| 16 settembre | Torneo Internazionale Regione Piemonte 2002 Biella, Italia Terra rossa $50,000                   |            |           |               |                  |
| 16 settembre | ITF Women's Circuit Luxembourg 2002 Lussemburgo, Lussemburgo Terra rossa $25,000                 |            |           |               |                  |
| 16 settembre | ITF Women's Circuit Luxembourg 2002 Lussemburgo, Lussemburgo Terra rossa $25,000                 |            |           |               |                  |
| 16 settembre | Tbilisi Open 2002 Tbilisi, Georgia Terra rossa $25,000                                           |            |           |               |                  |
| 16 settembre | Tbilisi Open 2002 Tbilisi, Georgia Terra rossa $25,000                                           |            |           |               |                  |
| 16 settembre | ITF Women's Circuit Greenville 2002 Greenville, USA Terra rossa $10,000                          |            |           |               |                  |
| 16 settembre | ITF Women's Circuit Greenville 2002 Greenville, USA Terra rossa $10,000                          |            |           |               |                  |
| 16 settembre | Torneo Open Sports Club 2002 Barcellona, Spagna Terra rossa $10,000                              |            |           |               |                  |
| 16 settembre | Torneo Open Sports Club 2002 Barcellona, Spagna Terra rossa $10,000                              |            |           |               |                  |
| 16 settembre | Tbilisi Open 2002 Tbilisi, Georgia Terra rossa $25,000                                           |            |           |               |                  |
| 16 settembre | Tbilisi Open 2002 Tbilisi, Georgia Terra rossa $25,000                                           |            |           |               |                  |
| 16 settembre | AEGON Pro Series Glasgow 2002 Glasgow, Gran Bretagna Cemento $25,000                             |            |           |               |                  |
| 16 settembre | AEGON Pro Series Glasgow 2002 Glasgow, Gran Bretagna Cemento $25,000                             |            |           |               |                  |
| 16 settembre | Sree Nidhi ITF $10,000 Womens Tennis Tournament 2002 Hyderabad, India Cemento $10,000            |            |           |               |                  |
| 16 settembre | Sree Nidhi ITF $10,000 Womens Tennis Tournament 2002 Hyderabad, India Cemento $10,000            |            |           |               |                  |
| 23 settembre | Coleman Vision Tennis Championships 2002 Albuquerque, USA Cemento $75,000                        |            |           |               |                  |
| 23 settembre | Coleman Vision Tennis Championships 2002 Albuquerque, USA Cemento $75,000                        |            |           |               |                  |
| 23 settembre | Batumi Open 2002 Batumi, Georgia Cemento $75,000                                                 |            |           |               |                  |
| 23 settembre | Batumi Open 2002 Batumi, Georgia Cemento $75,000                                                 |            |           |               |                  |
| 23 settembre | Trofeig Ana Huidobro 2002 Lleida, Spagna Terra rossa $10,000                                     |            |           |               |                  |
| 23 settembre | Trofeig Ana Huidobro 2002 Lleida, Spagna Terra rossa $10,000                                     |            |           |               |                  |
| 23 settembre | Trofeo Città di Lecce 2002 Lecce, Italia Terra rossa $25,000                                     |            |           |               |                  |
| 23 settembre | Trofeo Città di Lecce 2002 Lecce, Italia Terra rossa $25,000                                     |            |           |               |                  |
| 23 settembre | Roto Elzett Cup 2002 Sopron, Ungheria Terra rossa $10,000                                        |            |           |               |                  |
| 23 settembre | Roto Elzett Cup 2002 Sopron, Ungheria Terra rossa $10,000                                        |            |           |               |                  |
| 23 settembre | Magnisia Cup 2002 Volo, Grecia Sintetico $10,000                                                 |            |           |               |                  |
| 23 settembre | Magnisia Cup 2002 Volo, Grecia Sintetico $10,000                                                 |            |           |               |                  |
| 23 settembre | RBC Bank Women's Challenger 2002 Raleigh, USA Terra rossa $10,000                                |            |           |               |                  |
| 23 settembre | RBC Bank Women's Challenger 2002 Raleigh, USA Terra rossa $10,000                                |            |           |               |                  |
| 23 settembre | Volos Cup 2002 Volo, Grecia Erba $10,000                                                         |            |           |               |                  |
| 23 settembre | Volos Cup 2002 Volo, Grecia Erba $10,000                                                         |            |           |               |                  |
| 23 settembre | W.T.A. Lleida 2002 Lleida, Spagna Terra rossa $10,000                                            |            |           |               |                  |
| 23 settembre | W.T.A. Lleida 2002 Lleida, Spagna Terra rossa $10,000                                            |            |           |               |                  |
| 23 settembre | RBC Bank Women's Challenger 2002 Raleigh, USA Terra rossa $10,000                                |            |           |               |                  |
| 23 settembre | RBC Bank Women's Challenger 2002 Raleigh, USA Terra rossa $10,000                                |            |           |               |                  |
| 23 settembre | ITF Women's Circuit San Salvador 2002 San Salvador, El Salvador Terra rossa $10,000              |            |           |               |                  |
| 23 settembre | ITF Women's Circuit San Salvador 2002 San Salvador, El Salvador Terra rossa $10,000              |            |           |               |                  |
| 23 settembre | AEGON Pro Series Sunderland 2002 Sunderland, Gran Bretagna Cemento $10,000                       |            |           |               |                  |
| 23 settembre | AEGON Pro Series Sunderland 2002 Sunderland, Gran Bretagna Cemento $10,000                       |            |           |               |                  |
| 23 settembre | AEGON Pro Series Sunderland 2002 Sunderland, Gran Bretagna Cemento $10,000                       |            |           |               |                  |
| 23 settembre | AEGON Pro Series Sunderland 2002 Sunderland, Gran Bretagna Cemento $10,000                       |            |           |               |                  |
| 30 settembre | ITF Women's Circuit Fresno 2002 Fresno, USA Cemento $50,000                                      |            |           |               |                  |
| 30 settembre | ITF Women's Circuit Fresno 2002 Fresno, USA Cemento $50,000                                      |            |           |               |                  |
| 30 settembre | ITF Women's Circuit Mexicali 2002 Mexicali, Messico Cemento $10,000                              |            |           |               |                  |
| 30 settembre | ITF Women's Circuit Mexicali 2002 Mexicali, Messico Cemento $10,000                              |            |           |               |                  |
| 30 settembre | Open Catalunya 2002 Gerona, Spagna Terra rossa $50,000                                           |            |           |               |                  |
| 30 settembre | Open Catalunya 2002 Gerona, Spagna Terra rossa $50,000                                           |            |           |               |                  |
| 30 settembre | ITF Women's Circuit Verona 2002 Verona, Italia Terra rossa $25,000                               |            |           |               |                  |
| 30 settembre | ITF Women's Circuit Verona 2002 Verona, Italia Terra rossa $25,000                               |            |           |               |                  |
| 30 settembre | Ciampino Open 2002 Ciampino, Italia Terra rossa $10,000                                          |            |           |               |                  |
| 30 settembre | Ciampino Open 2002 Ciampino, Italia Terra rossa $10,000                                          |            |           |               |                  |
| 30 settembre | ITF Women's Circuit Winter Park 2002 Winter Park, USA Terra rossa $10,000                        |            |           |               |                  |
| 30 settembre | ITF Women's Circuit Winter Park 2002 Winter Park, USA Terra rossa $10,000                        |            |           |               |                  |
| 30 settembre | ITF Women's Circuit Siroki Brijeg 2002 Široki Brijeg, Bosnia ed Erzegovina Terra rossa $10,000   |            |           |               |                  |
| 30 settembre | ITF Women's Circuit Siroki Brijeg 2002 Široki Brijeg, Bosnia ed Erzegovina Terra rossa $10,000   |            |           |               |                  |
| 30 settembre | ITF Women's Circuit Trencianske Teplice 2002 Trenčianske Teplice, Slovacchia Terra rossa $10,000 |            |           |               |                  |
| 30 settembre | ITF Women's Circuit Trencianske Teplice 2002 Trenčianske Teplice, Slovacchia Terra rossa $10,000 |            |           |               |                  |
| 30 settembre | Open Catalunya 2002 Gerona, Spagna Terra rossa $50,000                                           |            |           |               |                  |
| 30 settembre | Open Catalunya 2002 Gerona, Spagna Terra rossa $50,000                                           |            |           |               |                  |
| 30 settembre | ITF Women's Circuit Verona 2002 Verona, Italia Terra rossa $25,000                               |            |           |               |                  |
| 30 settembre | ITF Women's Circuit Verona 2002 Verona, Italia Terra rossa $25,000                               |            |           |               |                  |
| 30 settembre | Torneo Città Ciampino 2002 Ciampino, Italia Terra rossa $10,000                                  |            |           |               |                  |
| 30 settembre | Torneo Città Ciampino 2002 Ciampino, Italia Terra rossa $10,000                                  |            |           |               |                  |

## Ottobre
| Settimana  | Torneo                                                                                               | Vincitrice | Finalista | Semifinaliste | Quarti di finale |
| ---------- | --- | ---------- | --------- | ------------- | ---------------- |
| 7 ottobre  | AEGON Pro Series Cardifff 2002 Cardiff, Gran Bretagna Cemento $25,000                                |            |           |               |                  |
| 7 ottobre  | AEGON Pro Series Cardifff 2002 Cardiff, Gran Bretagna Cemento $25,000                                |            |           |               |                  |
| 7 ottobre  | ITF Women's Circuit Haifa 2002 Haifa, Israele Cemento $10,000                                        |            |           |               |                  |
| 7 ottobre  | ITF Women's Circuit Haifa 2002 Haifa, Israele Cemento $10,000                                        |            |           |               |                  |
| 7 ottobre  | AEGON Pro Series Cardiff 2002 Cardiff, Gran Bretagna Cemento $25,000                                 |            |           |               |                  |
| 7 ottobre  | AEGON Pro Series Cardiff 2002 Cardiff, Gran Bretagna Cemento $25,000                                 |            |           |               |                  |
| 7 ottobre  | Memorial Daniela Molon Pierrel Cup 2002 Catania, Italia Terra rossa $10,000                          |            |           |               |                  |
| 7 ottobre  | Memorial Daniela Molon Pierrel Cup 2002 Catania, Italia Terra rossa $10,000                          |            |           |               |                  |
| 7 ottobre  | Makarska Ladies Open 2002 Macarsca, Croazia Terra rossa $10,000                                      |            |           |               |                  |
| 7 ottobre  | Makarska Ladies Open 2002 Macarsca, Croazia Terra rossa $10,000                                      |            |           |               |                  |
| 7 ottobre  | ITF Women's Circuit Hallandale Beach 2002 Hallandale Beach, USA Terra rossa $25,000                  |            |           |               |                  |
| 7 ottobre  | ITF Women's Circuit Hallandale Beach 2002 Hallandale Beach, USA Terra rossa $25,000                  |            |           |               |                  |
| 7 ottobre  | Makarska Ladies Open 2002 Macarsca, Croazia Terra rossa $10,000                                      |            |           |               |                  |
| 7 ottobre  | Makarska Ladies Open 2002 Macarsca, Croazia Terra rossa $10,000                                      |            |           |               |                  |
| 7 ottobre  | ITF Women's Circuit Montekatira 2002 San Gregorio di Catania-Montekatira, Italia Terra rossa $10,000 |            |           |               |                  |
| 7 ottobre  | ITF Women's Circuit Montekatira 2002 San Gregorio di Catania-Montekatira, Italia Terra rossa $10,000 |            |           |               |                  |
| 7 ottobre  | ITF Women's Circuit Los Mochis 2002 Los Mochis, Messico Terra rossa $10,000                          |            |           |               |                  |
| 7 ottobre  | ITF Women's Circuit Los Mochis 2002 Los Mochis, Messico Terra rossa $10,000                          |            |           |               |                  |
| 7 ottobre  | ITF Women's Circuit Ain Alsoukhna 2002 Ain Sukhna, Egitto Terra rossa $10,000                        |            |           |               |                  |
| 7 ottobre  | ITF Women's Circuit Ain Alsoukhna 2002 Ain Sukhna, Egitto Terra rossa $10,000                        |            |           |               |                  |
| 7 ottobre  | ITF Women's Circuit Haifa 2002 Haifa, Israele Cemento $10,000                                        |            |           |               |                  |
| 7 ottobre  | ITF Women's Circuit Haifa 2002 Haifa, Israele Cemento $10,000                                        |            |           |               |                  |
| 14 ottobre | AEGON Pro Series Southampton 2002 Southampton, Gran Bretagna Cemento $25,000                         |            |           |               |                  |
| 14 ottobre | AEGON Pro Series Southampton 2002 Southampton, Gran Bretagna Cemento $25,000                         |            |           |               |                  |
| 14 ottobre | ITF Women's Circuit Giza 2002 Giza, Egitto Terra rossa $10,000                                       |            |           |               |                  |
| 14 ottobre | ITF Women's Circuit Giza 2002 Giza, Egitto Terra rossa $10,000                                       |            |           |               |                  |
| 14 ottobre | Makarska Ladies Open 2002 Macarsca, Croazia Terra rossa $10,000                                      |            |           |               |                  |
| 14 ottobre | Makarska Ladies Open 2002 Macarsca, Croazia Terra rossa $10,000                                      |            |           |               |                  |
| 14 ottobre | ITF Women's Circuit Giza 2002 Giza, Egitto Terra rossa $10,000                                       |            |           |               |                  |
| 14 ottobre | ITF Women's Circuit Giza 2002 Giza, Egitto Terra rossa $10,000                                       |            |           |               |                  |
| 14 ottobre | Makarska Ladies Open 2002 Macarsca, Croazia Terra rossa $10,000                                      |            |           |               |                  |
| 14 ottobre | Makarska Ladies Open 2002 Macarsca, Croazia Terra rossa $10,000                                      |            |           |               |                  |
| 14 ottobre | ITF Women's Circuit Sedona 2002 Sedona, USA Cemento $25,000                                          |            |           |               |                  |
| 14 ottobre | ITF Women's Circuit Sedona 2002 Sedona, USA Cemento $25,000                                          |            |           |               |                  |
| 14 ottobre | Open GDF Suez de Touraine 2002 Joué-lès-Tours, Francia Cemento $25,000                               |            |           |               |                  |
| 14 ottobre | Open GDF Suez de Touraine 2002 Joué-lès-Tours, Francia Cemento $25,000                               |            |           |               |                  |
| 14 ottobre | ITF Women's Circuit Mackay 2002 Mackay, Australia Cemento $25,000                                    |            |           |               |                  |
| 14 ottobre | ITF Women's Circuit Mackay 2002 Mackay, Australia Cemento $25,000                                    |            |           |               |                  |
| 14 ottobre | Torneo Internazionale Città di Benevento 2002 Benevento, Italia Cemento $10,000                      |            |           |               |                  |
| 14 ottobre | Torneo Internazionale Città di Benevento 2002 Benevento, Italia Cemento $10,000                      |            |           |               |                  |
| 14 ottobre | ITF Women's Circuit Haibara 2002 Haibara, Giappone Sintetico $25,000                                 |            |           |               |                  |
| 14 ottobre | ITF Women's Circuit Haibara 2002 Haibara, Giappone Sintetico $25,000                                 |            |           |               |                  |
| 14 ottobre | ITF Women's Circuit Ramat HaSharon 2002 Ramat HaSharon, Israele Cemento $10,000                      |            |           |               |                  |
| 14 ottobre | ITF Women's Circuit Ramat HaSharon 2002 Ramat HaSharon, Israele Cemento $10,000                      |            |           |               |                  |
| 14 ottobre | ITF Women's Circuit Pachuca 2002 Pachuca, Messico Cemento $10,000                                    |            |           |               |                  |
| 14 ottobre | ITF Women's Circuit Pachuca 2002 Pachuca, Messico Cemento $10,000                                    |            |           |               |                  |
| 21 ottobre | Stupava Cup 2002 Stupava, Slovacchia Cemento $10,000                                                 |            |           |               |                  |
| 21 ottobre | Stupava Cup 2002 Stupava, Slovacchia Cemento $10,000                                                 |            |           |               |                  |
| 21 ottobre | Hart Open 2002 Opole, Polonia Sintetico $25,000                                                      |            |           |               |                  |
| 21 ottobre | Hart Open 2002 Opole, Polonia Sintetico $25,000                                                      |            |           |               |                  |
| 21 ottobre | Internacionales de Andalucía Femeninos 2002 Siviglia, Spagna Terra rossa $10,000                     |            |           |               |                  |
| 21 ottobre | Internacionales de Andalucía Femeninos 2002 Siviglia, Spagna Terra rossa $10,000                     |            |           |               |                  |
| 21 ottobre | ITF Women's Circuit Al Mansoura 2002 Mansura, Egitto Terra rossa $10,000                             |            |           |               |                  |
| 21 ottobre | ITF Women's Circuit Al Mansoura 2002 Mansura, Egitto Terra rossa $10,000                             |            |           |               |                  |
| 21 ottobre | ITF Women's Circuit Frisco 2002 Frisco, USA Cemento $25,000                                          |            |           |               |                  |
| 21 ottobre | ITF Women's Circuit Frisco 2002 Frisco, USA Cemento $25,000                                          |            |           |               |                  |
| 21 ottobre | Open International de la Ville de Saint Raphael 2002 Saint-Raphaël, Francia Cemento $25,000          |            |           |               |                  |
| 21 ottobre | Open International de la Ville de Saint Raphael 2002 Saint-Raphaël, Francia Cemento $25,000          |            |           |               |                  |
| 21 ottobre | Rockhampton Tennis International 2002 Rockhampton, Australia Cemento $25,000                         |            |           |               |                  |
| 21 ottobre | Rockhampton Tennis International 2002 Rockhampton, Australia Cemento $25,000                         |            |           |               |                  |
| 21 ottobre | Rakuten Japan Open 2002 Tokyo, Giappone Cemento $10,000                                              |            |           |               |                  |
| 21 ottobre | Rakuten Japan Open 2002 Tokyo, Giappone Cemento $10,000                                              |            |           |               |                  |
| 21 ottobre | ITF Women's Circuit Guadalajara 2002 Guadalajara, Messico Cemento $10,000                            |            |           |               |                  |
| 21 ottobre | ITF Women's Circuit Guadalajara 2002 Guadalajara, Messico Cemento $10,000                            |            |           |               |                  |
| 21 ottobre | Open International de la Ville de Saint Raphael 2002 Saint-Raphaël, Francia Cemento $25,000          |            |           |               |                  |
| 21 ottobre | Open International de la Ville de Saint Raphael 2002 Saint-Raphaël, Francia Cemento $25,000          |            |           |               |                  |
| 28 ottobre | Stockholm Ladies 2002 Stoccolma, Svezia Cemento $10,000                                              |            |           |               |                  |
| 28 ottobre | Stockholm Ladies 2002 Stoccolma, Svezia Cemento $10,000                                              |            |           |               |                  |
| 28 ottobre | ITF Women's Circuit Cairo 2002 Il Cairo, Egitto Terra rossa $25,000                                  |            |           |               |                  |
| 28 ottobre | ITF Women's Circuit Cairo 2002 Il Cairo, Egitto Terra rossa $25,000                                  |            |           |               |                  |
| 28 ottobre | Kofu International Open Tennis 2002 Kōfu, Giappone Terra rossa $10,000                               |            |           |               |                  |
| 28 ottobre | Kofu International Open Tennis 2002 Kōfu, Giappone Terra rossa $10,000                               |            |           |               |                  |
| 28 ottobre | Altea Star Cup 2002 Minsk, Bielorussia Sintetico $10,000                                             |            |           |               |                  |
| 28 ottobre | Altea Star Cup 2002 Minsk, Bielorussia Sintetico $10,000                                             |            |           |               |                  |
| 28 ottobre | Altea Star Cup 2002 Minsk, Bielorussia Sintetico $10,000                                             |            |           |               |                  |
| 28 ottobre | Altea Star Cup 2002 Minsk, Bielorussia Sintetico $10,000                                             |            |           |               |                  |
| 28 ottobre | ITF Women's Circuit Nottingham 2002 Nottingham, Gran Bretagna Cemento $25,000                        |            |           |               |                  |
| 28 ottobre | ITF Women's Circuit Nottingham 2002 Nottingham, Gran Bretagna Cemento $25,000                        |            |           |               |                  |
| 28 ottobre | ITF Women's Circuit Dalby 2002 Dalby, Australia Cemento $25,000                                      |            |           |               |                  |
| 28 ottobre | ITF Women's Circuit Dalby 2002 Dalby, Australia Cemento $25,000                                      |            |           |               |                  |
| 28 ottobre | Stockholm Ladies 2002 Stoccolma, Svezia Cemento $10,000                                              |            |           |               |                  |
| 28 ottobre | Stockholm Ladies 2002 Stoccolma, Svezia Cemento $10,000                                              |            |           |               |                  |
| 28 ottobre | Internationaux Féminins de la Vienne 2002 Poitiers, Francia Cemento $50,000                          |            |           |               |                  |
| 28 ottobre | Internationaux Féminins de la Vienne 2002 Poitiers, Francia Cemento $50,000                          |            |           |               |                  |

## Novembre
| Settimana   | Torneo                                                                                        | Vincitrice | Finalista | Semifinaliste | Quarti di finale |
| ----------- | --------------------------------------------------------------------------------------------- | ---------- | --------- | ------------- | ---------------- |
| 4 novembre  | ITF Women's Circuit Messico City 2002 Città del Messico, Messico Cemento $25,000              |            |           |               |                  |
| 4 novembre  | ITF Women's Circuit Messico City 2002 Città del Messico, Messico Cemento $25,000              |            |           |               |                  |
| 4 novembre  | ITF Women's Circuit Villenave d'Ornon 2002 Villenave-d'Ornon, Francia Terra rossa $10,000     |            |           |               |                  |
| 4 novembre  | ITF Women's Circuit Villenave d'Ornon 2002 Villenave-d'Ornon, Francia Terra rossa $10,000     |            |           |               |                  |
| 4 novembre  | ITF Women's Circuit Pittsburgh 2002 Pittsburgh, USA Cemento $50,000                           |            |           |               |                  |
| 4 novembre  | ITF Women's Circuit Pittsburgh 2002 Pittsburgh, USA Cemento $50,000                           |            |           |               |                  |
| 4 novembre  | Smart ITF Women's Circuit Manila 2002 Manila, Filippine Cemento $10,000                       |            |           |               |                  |
| 4 novembre  | Smart ITF Women's Circuit Manila 2002 Manila, Filippine Cemento $10,000                       |            |           |               |                  |
| 4 novembre  | ITF Women's Circuit Pittsburgh 2002 Pittsburgh, USA Cemento $50,000                           |            |           |               |                  |
| 4 novembre  | ITF Women's Circuit Pittsburgh 2002 Pittsburgh, USA Cemento $50,000                           |            |           |               |                  |
| 4 novembre  | Smart ITF Women's Circuit Manila 2002 Manila, Filippine Cemento $10,000                       |            |           |               |                  |
| 4 novembre  | Smart ITF Women's Circuit Manila 2002 Manila, Filippine Cemento $10,000                       |            |           |               |                  |
| 11 novembre | ITF Women's Circuit Eugene 2002 Eugene, USA Cemento $50,000                                   |            |           |               |                  |
| 11 novembre | ITF Women's Circuit Eugene 2002 Eugene, USA Cemento $50,000                                   |            |           |               |                  |
| 11 novembre | Nyrstar Port Pirie Tennis International 2002 Port Pirie, Australia Cemento $25,000            |            |           |               |                  |
| 11 novembre | Nyrstar Port Pirie Tennis International 2002 Port Pirie, Australia Cemento $25,000            |            |           |               |                  |
| 11 novembre | Open de Havre 2002 Le Havre, Francia Terra rossa $10,000                                      |            |           |               |                  |
| 11 novembre | Open de Havre 2002 Le Havre, Francia Terra rossa $10,000                                      |            |           |               |                  |
| 11 novembre | ITF Women's Circuit Florianopolis 2002 Florianópolis, Brasile Terra rossa $10,000             |            |           |               |                  |
| 11 novembre | ITF Women's Circuit Florianopolis 2002 Florianópolis, Brasile Terra rossa $10,000             |            |           |               |                  |
| 11 novembre | Smart ITF Women's Circuit Manila 2002 Manila, Filippine Cemento $10,000                       |            |           |               |                  |
| 11 novembre | Smart ITF Women's Circuit Manila 2002 Manila, Filippine Cemento $10,000                       |            |           |               |                  |
| 11 novembre | Abierto Femenil de Tenis Puebla de Los Angeles 2002 Puebla, Messico Cemento $25,000           |            |           |               |                  |
| 11 novembre | Abierto Femenil de Tenis Puebla de Los Angeles 2002 Puebla, Messico Cemento $25,000           |            |           |               |                  |
| 18 novembre | Sokol Maric-Zagreb Indoors 2002 Zagabria, Croazia Cemento $10,000                             |            |           |               |                  |
| 18 novembre | Sokol Maric-Zagreb Indoors 2002 Zagabria, Croazia Cemento $10,000                             |            |           |               |                  |
| 18 novembre | ITF Women's Circuit Nuriootpa 2002 Nuriootpa, Australia Cemento $25,000                       |            |           |               |                  |
| 18 novembre | ITF Women's Circuit Nuriootpa 2002 Nuriootpa, Australia Cemento $25,000                       |            |           |               |                  |
| 18 novembre | Open Waterford Wedgwood 2002 Deauville, Francia Terra rossa $25,000                           |            |           |               |                  |
| 18 novembre | Open Waterford Wedgwood 2002 Deauville, Francia Terra rossa $25,000                           |            |           |               |                  |
| 18 novembre | ITF Women's Circuit Mallorca 2002 Maiorca, Spagna Terra rossa $10,000                         |            |           |               |                  |
| 18 novembre | ITF Women's Circuit Mallorca 2002 Maiorca, Spagna Terra rossa $10,000                         |            |           |               |                  |
| 25 novembre | City of Mount Gambier Blue Lake Women's Classic 2002 Mount Gambier, Australia Cemento $25,000 |            |           |               |                  |
| 25 novembre | City of Mount Gambier Blue Lake Women's Classic 2002 Mount Gambier, Australia Cemento $25,000 |            |           |               |                  |
| 25 novembre | City of Mount Gambier Blue Lake Women's Classic 2002 Mount Gambier, Australia Cemento $25,000 |            |           |               |                  |
| 25 novembre | City of Mount Gambier Blue Lake Women's Classic 2002 Mount Gambier, Australia Cemento $25,000 |            |           |               |                  |
| 25 novembre | ITF Women's Circuit Mallorca 2002 Maiorca, Spagna Terra rossa $10,000                         |            |           |               |                  |
| 25 novembre | ITF Women's Circuit Mallorca 2002 Maiorca, Spagna Terra rossa $10,000                         |            |           |               |                  |
| 25 novembre | Zentiva Czech Open 2002 Průhonice, Repubblica Ceca Sintetico $25,000                          |            |           |               |                  |
| 25 novembre | Zentiva Czech Open 2002 Průhonice, Repubblica Ceca Sintetico $25,000                          |            |           |               |                  |
| 25 novembre | ITF Women's Circuit Mumbai 2002 Mumbai, India Cemento $25,000                                 |            |           |               |                  |
| 25 novembre | ITF Women's Circuit Mumbai 2002 Mumbai, India Cemento $25,000                                 |            |           |               |                  |

## Dicembre
| Settimana  | Torneo                                                                        | Vincitrice | Finalista | Semifinaliste | Quarti di finale |
| ---------- | ----------------------------------------------------------------------------- | ---------- | --------- | ------------- | ---------------- |
| 2 dicembre | ITF Women's Circuit Nonthaburi 2002 Nonthaburi, Thailandia Cemento $25,000    |            |           |               |                  |
| 2 dicembre | ITF Women's Circuit Nonthaburi 2002 Nonthaburi, Thailandia Cemento $25,000    |            |           |               |                  |
| 2 dicembre | NECC ITF Women's Tennis Tournament 2002 Pune, India Cemento $10,000           |            |           |               |                  |
| 2 dicembre | NECC ITF Women's Tennis Tournament 2002 Pune, India Cemento $10,000           |            |           |               |                  |
| 2 dicembre | ITF Women's Circuit Boynton Beach 2002 Boynton Beach, USA Terra rossa $75,000 |            |           |               |                  |
| 2 dicembre | ITF Women's Circuit Boynton Beach 2002 Boynton Beach, USA Terra rossa $75,000 |            |           |               |                  |